# Manuel Cardona i Castro
Manuel Cardona i Castro (Barcelona, 7 de setembre de 1934 - Stuttgart, 2 de juliol de 2014) era un físic català, especialitzat en física de l'estat sòlid. Les seves investigacions més destacades es van dedicar a l'estudi dels superconductors i la interacció de la radiació electromagnètica amb els materials semiconductors.

## Biografia
Nascut a la ciutat de Barcelona el 1934 es graduà en Ciències Físiques el 1955 per la Universitat de Barcelona, on va rebre el premi nacional al millor historial acadèmic de totes les facultats espanyoles de ciències. El 1956 va obtenir una beca per a treballar com a graduat a la Universitat Harvard, on va començar a desenvolupar la seva tesi d'estudis sobre les propietats dielèctriques de diversos elements com el germani o silici, amb la qual obtindria el doctorat per la Universitat de Madrid el 1958. Va continuar treballant i a l'any següent va aconseguir un altre doctorat, en física aplicada, aquesta vegada per la Universitat Harvard.
Després de treballar per als Laboratoris RCA de Zúric entre 1959 i 1964, va exercir de docent a les universitats nord-americanes de Brown (1964-1971) i Pennsylvania (1963), així com en la Universitat de Buenos Aires (1965). El 1971 va ser nomenat director del recentment creat Institut Max Planck d'Investigació sobre Física de l'Estat Sòlid en Stuttgart, Alemanya.
Va ser a més membre del Consell Revisor per a Física de la Matèria Condensada de la Fundació Nacional Alemanya de la Ciència, del Consell de la Societat Alemanya de Física, del Consell Científic de DESY (Hamburg), i de l'Acadèmia de Ciències dels Estats Units i la de Barcelona, entre altres institucions.
El 1982 va rebre la Medalla Narcís Monturiol juntament amb Oriol de Bolòs, Ramon Margalef i Joan Oró. El 1988 fou guardonat amb el Premi Príncep d'Astúries d'Investigació Científica i Tècnica, juntament amb Marcos Moshinsky, pels seus importants descobriments en Física de materials, base de moltes de les noves tecnologies, i perquè la seva obra combina interessants aportacions a la ciència bàsica amb idees claus per a aplicacions posteriors.
Manuel Cardona va morir a Stuttgart (Alemanya) el 2 de juliol de 2014.

## Honors
A més de rebre més de 61 premis, el Dr. Manel Cardona també va ser investit Doctor honoris causa en deu ocasions. D'entre els premis, destaquen els següents:
- 1964, Membre, Societat Americana de Física
- 1982, Medalla Narcís Monturiol
- 1984, Premi Frank Isakson, Societat Americana de Física
- 1984, Membre, Societat Japonesa per la promoció de la Ciència
- 1987, Membre, Acadèmia de Ciències dels Estats Units
- 1988, Premi Príncep d'Astúries d'Investigació Científica i Tècnica, amb el físic mexicà Marcos Moshinsky[1]
- 1991, Membre, Academia Europea
- 1991, Premi "Max Planck Research Prize", compartit amb E.E.Haller, Berkeley
- 1997, Premi John Wheatley, Societat Americana de Física
- 1999, Medalla Ernst Mach, Praga
- 2001, Medalla i Premi Nevill Mott
- 2003, Medalla Matteucci[3]
- 2004, Medalla Blaise Pascal[4]
- 2008, Membre, Accademia Nazionale dei Lincei (dels Linx), Itàlia
- 2009, Membre, Reial Societat del Canadà
- 2011, Medalla d'or Bernadski de l'Acadèmia de Ciències d'Ucraïna
- 2012, Premi Paul Klemens, Phonons Conference, Ann Arbor, Miami
- 2012, Premi Luis Federico Leloir, Argentina

## Obra
L'obra de Cardona combina, d'una banda, aportacions a la ciència bàsica i, de l'altra, idees clau que han estat de gran utilitat per a aplicacions posteriors. I és que Cardona, des del 1970, és un dels vuit físics més citats del món en articles científics. Això segons la base de dades de citacions de la ISI, institució que analitza els treballs publicats en diferents camps de recerca.
Manuel Cardona és autor de més de mil dos-cents articles científics, i de les següents monografies:
- Espectroscopía de Modulación (1969)
- Dispersión de la luz en sólidos (9 volums)
- Fotoemisión en sólidos (2 volums)
- Fundamentals of Semiconductors, (4a edició, 2010)